# Vélodrome de Toulon Provence Méditerranée
Das Vélodrome de Toulon Provence Méditerranée, auch kurz Vélodrome Hyères genannt, ist eine halboffene  Radrennbahn im südfranzösischen Hyères. 
Das Vélodrome Hyères ist eine halboffene Radrennbahn, der Belag der 250 Meter langen Bahn besteht aus Hartholz aus Kamerun. Sie wurde 1989 eröffnet und war zunächst offen; bei einer Renovierung der Bahn im Jahre 2006 wurden die Tribünen überdacht. Die Bahn ist sieben Meter breit und hat eine Kurvenüberhöhung von 48 Grad. Eine Besonderheit der Bahn ist, dass sich im Innenraum eine kleinere Radrennbahn aus Beton befindet.
1990 fand dort der erste Bahnrad-Weltcup des Weltradsportverbandes Union Cycliste Internationale statt; insgesamt wurden dort bis 2013 sechs Läufe des Weltcups ausgetragen. Ebenfalls sechsmal fanden dort bis 2013 französische Bahnmeisterschaften statt sowie mehrfach international hochklassig besetzte Veranstaltungen. 
In Hyères befindet sich ein nationales Trainingszentrum des französischen Radsportverbandes Fédération Française de Cyclisme (FFC), wo bis 2007 der mehrfache Sprint-Weltmeister Daniel Morelon und anschließend, bis 2012, der ehemalige Weltklassesprinter Benoît Vétu die Sprint-Nationalmannschaft trainierte.